# Leptaspis angustifolia
Leptaspis angustifolia är en gräsart som beskrevs av Victor Samuel Summerhayes och Charles Edward Hubbard. Leptaspis angustifolia ingår i släktet Leptaspis och familjen gräs. Inga underarter finns listade i Catalogue of Life.